# Reston
Reston is een plaats (census-designated place) in de Amerikaanse staat Virginia, en valt bestuurlijk gezien onder Fairfax County.

## Demografie
Bij de volkstelling in 2000 werd het aantal inwoners vastgesteld op 56.407.

## Geografie
Volgens het United States Census Bureau beslaat de plaats een oppervlakte van
45,0 km², waarvan 44,4 km² land en 0,6 km² water.

## Plaatsen in de nabije omgeving
De onderstaande figuur toont nabijgelegen plaatsen in een straal van 12 km rond Reston.

## Ebola
In 1989 werd er een filovirus, waarvan eerst werd vermoed dat het het ebolavirus (EBOV) was, ontdekt tussen makaken bij het bedrijf Hazleton Laboratories. Dit trok veel media-aandacht, waaronder de publicatie van het boek The Hot Zone van journalist Richard Preston. Het filovirus bleek anders te zijn dan EBOV en ondanks dat mensen het wel op konden lopen, werden ze er niet ziek van. Deze virusvariant is vernoemd naar de plaats waar deze ontdekt werd, het Reston-virus (RESTV). Makaken waarvan werd vastgesteld of vermoed werd dat ze besmet waren met RESTV, werden geëuthanaseerd en de faciliteit werd gesteriliseerd.